# Романівка (Дятьковський район)
Романівка (рос. Романовка) — присілок в Дятьковському районі Брянської області Російської Федерації.
Населення становить 4 особи. Входить до складу муніципального утворення Большежуковське сільське поселення.

## Історія
Від 2005 року входить до складу муніципального утворення Большежуковське сільське поселення.

## Населення
| 2010 | 2013 |
| ---- | ---- |
| 5    | ↘4   |